# Patrik Grahn
Nils Torbjörn Patrik Grahn, född 29 november 1955 i Vilhelmina församling, uppvuxen i Strömnäs i Lappland, är en svensk landskapsarkitekt och  professor i landskapsarkitektur vid Sveriges lantbruksuniversitet i Alnarp .

## Biografi
Efter biologexamen vid Uppsala universitet och mastersexamen i landskapsarkitektur vid Sveriges lantbruksuniversitet i Uppsala disputerade Grahn 1991 för agronomie doktorsexamen i landskapsarkitektur med inriktning mot miljöpsykologi vid Sveriges lantbruksuniversitet Alnarp. Därefter kom Grahn att arbeta som postdoc under 1992 tillsammans med miljöpsykologiska forskare vid University of Michigan och University of California, Davis. Tillbaka i Alnarp startade Grahn två kurser i landskapsarkitektur med miljöpsykologisk inriktning år 1993. Dessa kurser har efterhand byggts ut med flera och till slut formats till en internationell mastersutbildning.

## Forskning
Grahns forskning har sedan mitten av 1980-talet fokuserat på att undersöka samband mellan människors vistelse i olika typer av grönområden och deras hälsa. Denna forskning startade en uppmärksammad artikel av Roger Ulrich i tidskriften Science 1984, vilken visade att patienter som hade utsikt över parker och grönområden tillfrisknade snabbare jämfört med patienter med utsikt över en tegelvägg. År 1993 publicerade Grahn en rapport som antydde att människors hälsa i städer påverkas positivt om de har tillgång till natur och parkområden. I synnerhet handlade det om en gynnsam påverkan på stressrelaterad ohälsa. Senare forskning visade ett tydligt samband: ju längre människor har till grönområden, desto mer stressade är de. Emellertid spelar kvaliteterna i de grönområden man besöker stor roll: upplevelser av exempelvis storlek, artrikedom, rofylldhet, vildhet, kultur och mötesplatser. Som ett resultat har forskare i bland annat Alnarp och på Köpenhamns universitet börjat utveckla redskap för att kunna utforma hälsofrämjande kvaliteter i parker och grönområden.
Grahns forskning har visat att vissa grupper i samhället har särskilt stort behov av hälsofrämjande utemiljöer nära där de vistas. Inte minst gäller det barn på förskolor. I mitten på 1990-talet kom forskning som antydde att om barn på förskolor får tillgång till bra utomhusmiljöer, tillräckligt stora och med bra kvaliteter, så utvecklas de bättre motoriskt och får bättre koncentrationsförmåga. Några år senare kom forskning som föreslog minimikrav på förskolegårdarnas utemiljöer.

## Alnarps Rehabiliteringsträdgård
Vid millennieskiftet 2000 tog Grahn initiativet till Alnarps Rehabiliteringsträdgård, vilken öppnade 1 juli 2002. Avsikten var dels att kunna bygga upp en naturbaserad rehabilitering för, i första hand, personer som drabbats av stressrelaterad psykisk ohälsa, dels att på ett forskningsbaserat sätt kunna bygga upp hälsofrämjande park- och trädgårdsmiljöer. Resultat från forskningsanläggningen föreslår hur hälsofrämjande kvaliteter kan byggas upp. Forskningsanläggningen har presenterat en rad uppmärksammade resultat avseende rehabilitering av personer med stressrelaterad mental ohälsa. 